# えびの市立加久藤中学校
えびの市立加久藤中学校（えびのしりつ かくとうちゅうがっこう）は、宮崎県えびの市大字栗下にある公立の中学校。

## 概要
歴史
1947年（昭和22年）の学制改革により、新制中学校として創立。現校名となったのは1970年（昭和45年）。2020年（令和2年）に創立75周年を迎えた。
校章
1956年（昭和31年）制定。当時の在職教諭である吉田敏によるデザイン。校名の頭文字である「加」の文字を円状に図案化したもので、中央の「中」の文字を囲んでいる。
校歌
1957年（昭和32年）制定。作詞は黒木淳吉、作曲は海老原直による。各番の歌詞中に校名の「加久藤中学」が登場する。
通学区域
- えびの市立加久藤小学校区[1]

## 沿革
- 1947年（昭和22年）- 学制改革が行われる（六・三制の実施）。
  - 4月1日 - 加久藤国民学校初等科が、新制小学校「加久藤村立加久藤小学校」に改組・改称。
  - 4月30日 - 加久藤国民学校高等科と加久藤青年学校普通科が統合の上、新制中学校「加久藤村立加久藤中学校」の設置が認可される。
  - 5月8日 - 新制中学校開校式および入学式を挙行（生徒数439名）。当面、加久藤小学校校舎の一部を借用して授業を行う。
  - 10月 - 父母と先生の会を結成。
- 1948年（昭和23年）9月 - 4教室が完成。
- 1949年（昭和24年）4月 - 4教室が完成。
- 1951年（昭和26年）3月 - 本館（4教室等）が完成。
- 1952年（昭和27年）3月 - 図工教室が完成。
- 1955年（昭和30年）2月11日 - 町制施行により、「加久藤町立加久藤中学校」と改称。
- 1956年（昭和31年）4月 - 校旗・校章を制定。
- 1957年（昭和32年）10月 - 校歌を制定。
- 1959年（昭和34年）3月 - 家庭科教室と調理室を増築。
- 1960年（昭和35年）9月 - 図書室が完成。
- 1963年（昭和38年）4月 - 技術教室が完成。
- 1964年（昭和39年）4月 - 学校給食を開始。
- 1966年（昭和41年）
  - 3月 - 体育館が完成。
  - 8月 - プールが完成。
  - 11月 - 特殊学級教室が完成。
  - 11月3日 - 3町合併により、「えびの町立加久藤中学校」と改称。
- 1968年（昭和43年）5月 - 鉄筋コンクリート造2階建ての新校舎（6教室）が完成。
- 1970年（昭和45年）12月1日 - 市制施行により、「えびの市立加久藤中学校」（現校名）と改称。
- 1974年（昭和49年）3月 - 新校舎（7教室、音楽室、家庭科教室）が完成。
- 1977年（昭和52年）8月 - 運動場を改修。
- 1978年（昭和53年）2月 - 管理棟が完成。
- 1984年（昭和59年）11月 - 技術教室が完成。
- 1993年（平成5年）
  - 3月 - パソコン教室が完成。
  - 5月 - 体育館の大規模改修工事が完了。
- 1997年（平成9年）5月 - 創立50周年記念式典を挙行。
- 2008年（平成20年）1月 - 木造2階て校舎が完成。
- 2009年（平成21年）
  - 4月 - 旧校舎鉄筋コンクリート造3階建校舎を解体。
  - 10月 - 加久藤中学校区小・中学校一貫教育を開始。
- 2011年（平成23年）12月 - 北校舎の耐震補強工事が完了。第1回小中合同駅伝持久走大会を開催。
- 2015年（平成27年）3月 - プール改修工事が終了。

## 部活動
運動部
- サッカー部
- 野球部
- バレーボール部
- 陸上部
- 硬式テニス部（強豪）

文化部
- 吹奏楽部
- 美術部

## 交通
最寄りの鉄道駅
- JR九州 吉都線 「えびの駅」下車 徒歩5分

最寄りのバス停留所
- 宮崎交通バス 「加久藤小学校」停留所

最寄りの幹線道路
- 宮崎県道30号えびの高原小田線（霧島バードライン）

## 周辺
- えびの市役所
- えびの市 加久藤地区コミュニティー・センター
- えびの市社会福祉協議会
- えびの市立加久藤小学校
- えびの市 加久藤地区体育館
- えびの福祉会 加久藤保育園
- えびの市商工会
- 加久藤郵便局
- JAみやざき加久藤支店
- 高鍋信用金庫加久藤支店
- 長江川
- 川内川